# Oogenius arrowi
Oogenius arrowi är en skalbaggsart som beskrevs av Gutierrez 1949. Oogenius arrowi ingår i släktet Oogenius och familjen Rutelidae. Inga underarter finns listade i Catalogue of Life.